# خور العدید
خور العَدید  که خور العُدَید هم گفته شده، یک خلیجک و ناحیه مسکونی در خلیج فارس است که در شهرداری الوکره در جنوب‌شرق قطر، در مرز با عربستان سعودی قرار دارد. این مکان در حدود ۷۸ کیلومتر (۴۸ مایل) جنوب دوحه، پایتخت قطر، واقع شده و در میان انگلیسی‌زبانان محلی با نام "دریای درونی" نیز شناخته می‌شود. پیش‌تر، در این منطقه شهری کوچک وجود داشت و این مکان به‌عنوان کانون جنگ قلمرویی قطر و ابوظبی میان شیخ جاسم بن محمد آل ثانی و شیخ زاید بن خلیفه آل نهیان شناخته می‌شد. در حال حاضر، این ناحیه به‌عنوان یکی از مقصدهای مهم گردشگری قطر معرفی شده است.
خور العدید در سال ۲۰۰۷ به‌طور رسمی از سوی دولت قطر به‌عنوان یکی از مناطق طبیعی قطر اعلام شد. قطر پیشنهاد ثبت این منطقه در فهرست میراث جهانی یونسکو را ارائه کرده است، اما تا سال ۲۰۲۵، این مکان همچنان در فهرست موقت یونسکو قرار دارد.

## ریشه‌شناسی
«خور» در زبان عربی و همچنین در فارسی به‌معنای آبراه جزر و مدی است. بخش دوم، «العدید»، از ریشهٔ عربی «عَدَد» گرفته شده که به «عدد» یا «کثرت» اشاره دارد. در این زمینه، این واژه به گروهی از خانوارها اشاره دارد که به‌طور سنتی به حرفهٔ تعمیر کشتی مشغول بودند. به‌سبب این مهارت محلی، کشتی‌های صید مروارید اغلب به این ناحیه می‌آمدند تا تعمیر شوند.

## تاریخچه

### استقرار و درگیری‌های بعدی
منطقهٔ خور العدید محل تنش میان قطر و سرزمین‌هایی بود که امروزه عربستان سعودی و امارات متحده عربی نامیده می‌شوند. در سدهٔ نوزدهم، خور العدید پناهگاهی برای دزدان دریایی امارت ابوظبی (که اکنون بخشی از امارات متحده عربی است) بود. اعضای قبیلهٔ بنی یاس در سه مقطع زمانی جداگانه، در سال‌های ۱۸۳۵، ۱۸۴۹ و ۱۸۶۹، به این منطقه مهاجرت کرده و در آن ساکن شدند. بر پایهٔ گزارشی تاریخی از دولت بریتانیا در هند: «در سال ۱۸۳۶، شاخه‌ای از بنی یاس به‌نام الکبیسات، به رهبری شیخ خادم بن نعمان، برای گریز از پیامدهای برخی دزدی‌های دریایی اخیر، از ابوظبی جدا شده و در «عودید» (نام کهن خور العدید) مستقر شدند. [...] در سال ۱۸۴۹، جدایی تازه‌ای رخ داد که به بازگشت اجباری دوم انجامید؛ سرانجام در ۱۸۶۹، گروهی به رهبری شیخ بطی بن خادم دوباره در عودید ساکن شده و بیعت خود با دولت مادر را لغو کردند.»

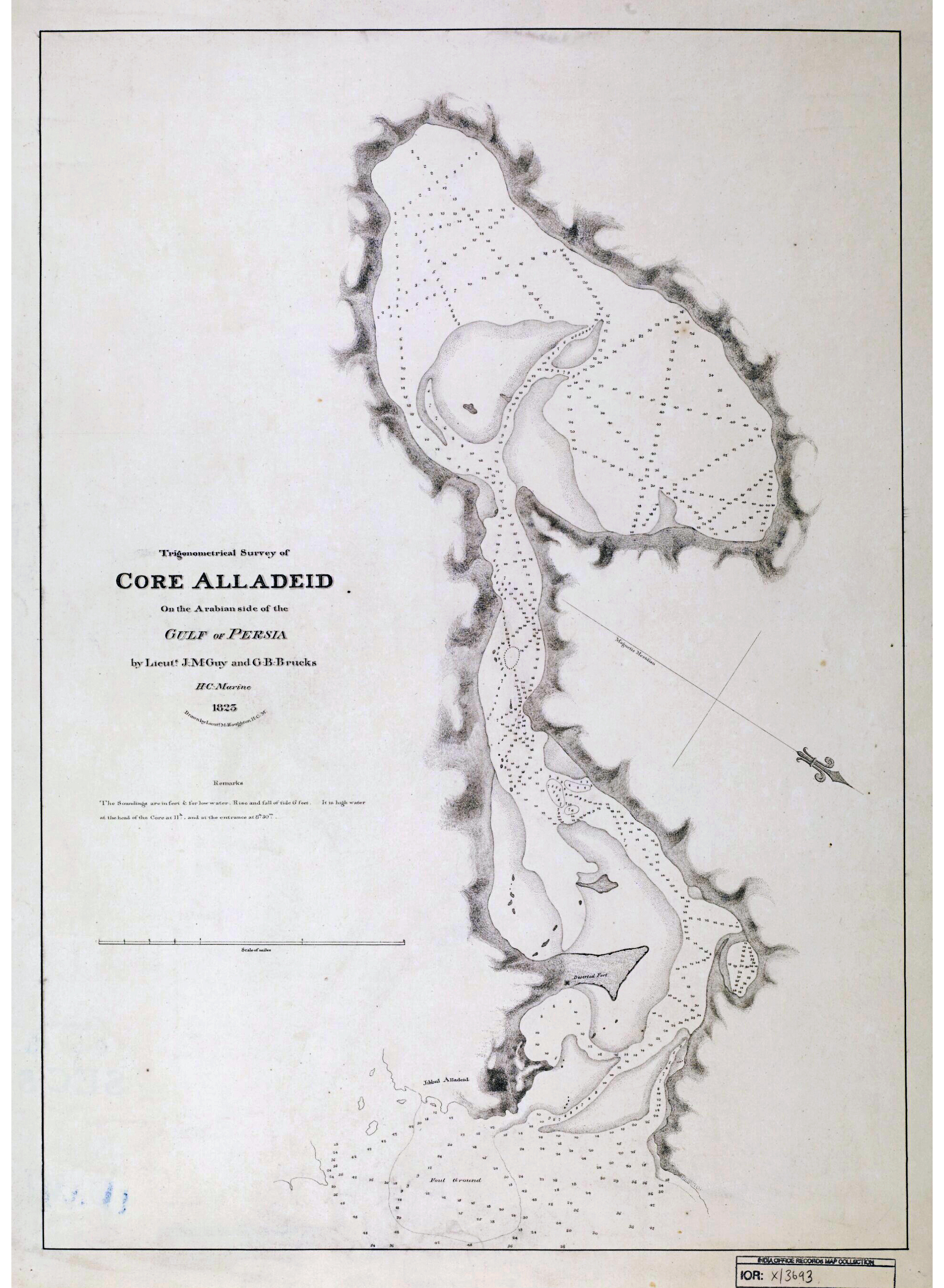
نقشه‌برداری مثلثاتی از خور العدید در سال ۱۸۲۳

 از جمله مهاجران سال ۱۸۳۵، دزد دریایی جاسم بن جابر بود که همراه با خدمه‌اش به این منطقه آمد. ساکنان شرق قطر نیز از دزدان دریایی خور العدید در غارت کشتی‌های ابوظبی پشتیبانی می‌کردند. در نتیجه، نیروی دریایی بریتانیا در سال ۱۸۳۶ به این محل اعزام شد تا با این اقدامات مقابله کند. بریتانیایی‌ها به رؤسای شهرهای اصلی قطری دستور دادند فوراً از ارسال آذوقه به دزدان دریایی خودداری کرده و کشتی‌های آن‌ها را توقیف کنند. همچنین، یکی از کشتی‌های دزدان دریایی را به آتش کشیدند. به‌دنبال این رویداد، جاسم بن جابر در سپتامبر ۱۸۳۶ به دوحه نقل مکان کرد.
در مهٔ ۱۸۳۷، با موافقت بریتانیا، شیخ ابوظبی برای تنبیه جدایی‌طلبان، نیروهایش را به خور العدید اعزام کرد؛ در جریان این حمله، ۵۰ نفر کشته و خانه‌ها و دژهای منطقه تخریب شد. بریتانیا در گزارشی ادعا کرد: «ملایمت و اعتدال شیخ در پیروزی‌اش، سبب شد جدایی‌طلبان دوباره به ابوظبی بازگردند.»
در سال ۱۸۵۱، فیصل بن ترکی آل سعود پس از رسیدن به ساحل قطر برای آمادگی در حمله به بحرین، به سلطان بن صقر القاسمی (شارجه)، مکتوم بن بطی بن سهیل (دبی) و سعید بن مطلق المطیری اطلاع داد که قصد دارد بازسازی گسترده‌ای در خور العدید آغاز کند.
در ۱۸۶۹، قبیلهٔ بنی یاس بار دیگر از ابوظبی جدا شده و تحت رهبری شیخ بطی بن خادم در خور العدید مستقر شدند. بر پایهٔ توصیفی که پس از این مهاجرت نوشته شده، این منطقه حدود ۲۰۰ نفر از قبیلهٔ بنی یاس را در خود جای داده بود که مالک ۳۰ کشتی صید مروارید بودند. منطقه دارای دژی کوچک با دو برج در مرکز شهر بود.

### کنترل عثمانی

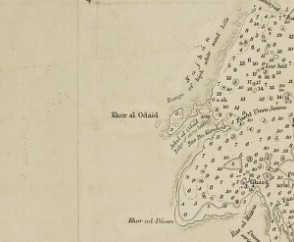
نقشه‌ای از ۱۸۶۰ که مکان خور العدید را نشان می‌دهد

شبه‌جزیرهٔ قطر در اواخر سال ۱۸۷۱ تحت کنترل عثمانی قرار گرفت، پس از آن‌که شیخ جاسم بن محمد آل ثانی در ازای دریافت حمایت در برابر شیخ‌های بحرین و ابوظبی، پذیرفت پرچم عثمانی را بر فراز کاخش برافرازد. در ژانویهٔ ۱۸۷۲، قطر رسماً به‌عنوان بخشی از سنجه نجد به امپراتوری عثمانی ملحق شد و شیخ جاسم به‌عنوان قائم‌مقام منصوب گردید. طبق یادداشتی بریتانیایی در سال ۱۸۷۹ از آدولفوس واربرتون مور، در اوت ۱۸۷۳ گزارش شد که عثمانی‌ها نفوذ خود را تا مرزهای عودید گسترش داده‌اند.
شیخ بطی بن خادم، حاکم بنی یاس در خور العدید، از اطاعت از ابوظبی سر باز زد و اعلام کرد که مردمش در عودید مستقل‌اند و نه تابع قطرند و نه عثمانی. او مرزهای قلمرو خود را از رأس‌الهاله تا جزیرهٔ صیر بنی یاس تعریف کرد و جزیرهٔ دلما و جزایر اطراف را نیز ادعا نمود. هرچند شیخ جاسم پرچم عثمانی را به او پیشنهاد کرده بود، اما او گفته بود تحت حمایت بریتانیاست و نپذیرفت. با این حال، گزارش‌هایی منتشر شد که او در برخی جمعه‌ها پرچم عثمانی را می‌افرازد، که بعدها نیز تأیید شد.
در ژوئن ۱۸۷۳، زاید بن خلیفه آل نهیان از ابوظبی خواستار اجازه برای حمله به خور العدید شد که با مخالفت دولت بریتانیا روبه‌رو شد. در نوامبر ۱۸۷۴ بار دیگر درخواست کرد، اما مجدداً با مخالفت روبه‌رو شد.

#### رخدادهای دزدی دریایی

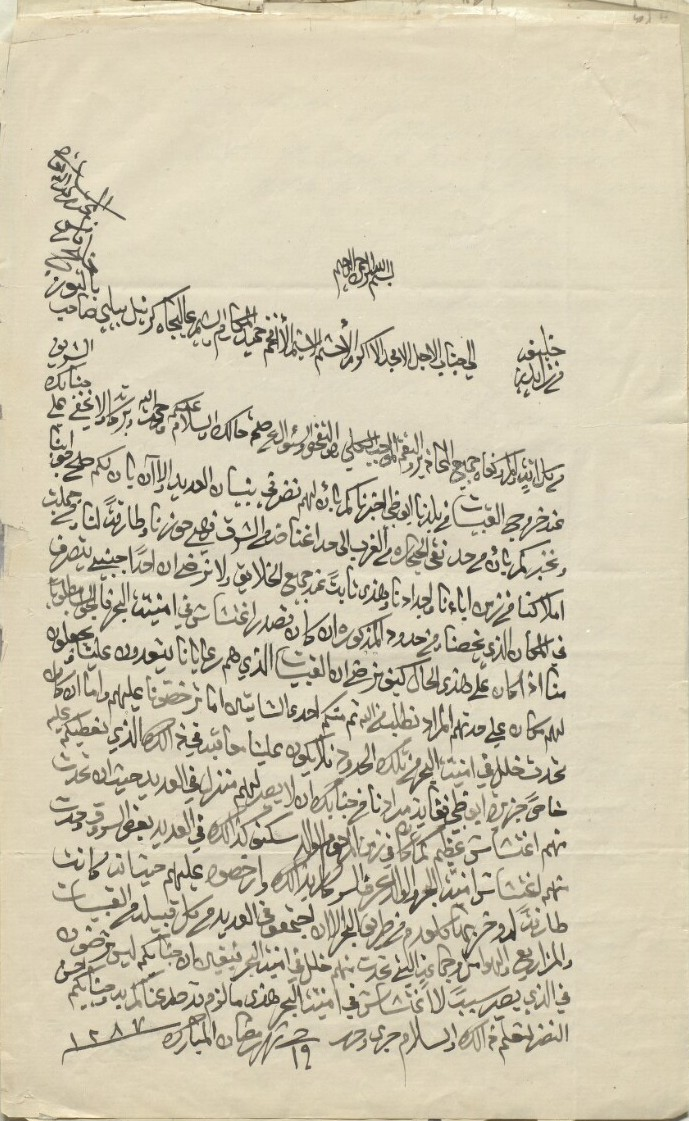
نامه‌ای عربی از شیخ زاید به لوئیس پلی، ۱۳ دسامبر ۱۸۷۰، دربارهٔ اسکان دوبارهٔ قبیله الکبیسات در خور العدید

کمی پس از استقرار عثمانی، بریتانیا آن‌ها را به دلیل ناتوانی در جلوگیری از دزدی دریایی در سواحل خور العدید نکوهش کرد. در تابستان ۱۸۷۶، دزدی‌های دریایی در سواحل قطر افزایش یافت:
در اوت، شایعه شد که گروهی از قبیله بنی هاجر قایقی متعلق به غواصان مروارید عمان را در عودید توقیف کردند.
در همان ماه، رئیس ابوظبی گزارش داد که دو قایقش در خلیج عودید مورد حمله قرار گرفتند که منجر به یک زخمی و یک کشته شد.
دوباره در اوت، شاخه‌ای از بنی هاجر که در عودید ساکن بودند، به رهبری شیخ سالم بن شفیع، از آن بندر حرکت کرده و به یک قایق قطری حمله کردند و اموالی به ارزش ۴۰۰ دلار را غارت کردند.
در یادداشت بریتانیایی آمده است:
در مورد این جدایی‌طلبان، سرهنگ پرایدکس نوشت (۱۶ سپتامبر ۱۸۷۶): «رئیس ابوظبی، با وجود خشم طبیعی از جدایی قبیله‌اش، در تمام مدت با اعتدال تحسین‌برانگیز رفتار کرده و گرچه با درخواست‌های مکرر از این دفتر، ادعاهای خود نسبت به عودید را مطرح کرده، اما هیچ‌گاه برای اعمال آن دست به اقدامی نزده است که ناقض پیمان دریایی او باشد.» [...] با این حال، وضعیت پیچیده‌تر شده است، زیرا رئیس عودید صاحب پرچم عثمانی است که گاه آن را می‌افرازد و گفته می‌شود که اگر تهدیدی بر او وارد شود، داوطلبانه خود را تحت حمایت عثمانی قرار می‌دهد.
در حدود سال ۱۸۷۷، مشخص شد که شیخ خور العدید به‌طور سالانه ۴۰ تا ۵۰ دلار از طریق شیخ جاسم به عثمانی‌ها پرداخت می‌کرد. اما هیچ نیروی نظامی عثمانی در منطقه حضور نداشت و دلیل این نبود، کمبود منابع آب شیرین در منطقه عنوان شد.

#### پاسخ بریتانیا به دزدی دریایی
پس از بررسی‌های بیشتر، بریتانیا اعلام کرد که مسئولان این حملات دزدان قبیلهٔ آل‌مُرّه بودند، نه بنی هاجر، و رئیس خور العدید دخالتی نداشت، ولی توان جلوگیری از استفاده از بندرهایش را نیز نداشت. سرهنگ پرایدکس پیشنهاد داد که بریتانیا میان بنی یاس در خور العدید و ابوظبی آشتی برقرار کند تا منطقه تحت حمایت بریتانیا قرار گیرد. در غیر این صورت، کمک به شیخ ابوظبی برای اعمال کنترل بر خور العدید توصیه شد. در نهایت، دولت بریتانیا با این نظر موافقت کرد و اجازه داد در صورت نیاز، با زور نیز از شیخ ابوظبی حمایت شود.
دولت بریتانیا همچنین تأکید کرد:
دزدی‌ها توسط اعضای قبیلهٔ آل‌مره انجام شده است، قبیله‌ای که اسماً تابع عثمانی بوده است.
دزدان از بندرهای متعلق به رئیس خور العدید حرکت کرده‌اند.
رئیس خور العدید نه حامی این اقدامات بوده، نه توان جلوگیری داشته است.
علت ضعف او، جدایی از بنی یاس ساکن ابوظبی بوده است.
دلیل عدم حملهٔ شیخ ابوظبی، ممانعت دولت بریتانیا بوده است.
دو دستورالعمل صادر شد:
از دولت عثمانی خواسته شود برای مهار قبیلهٔ آل‌مره اقدام کند.
نیروی دریایی بریتانیا از استفادهٔ بندرهای خور العدید برای دزدان دریایی جلوگیری کند.
سفیر بریتانیا در استانبول، آستن هنری لایارد، مأمور شد تا از دولت عثمانی بخواهد از شیخ‌های ضعیف‌تر در قطر حمایت کند، اما تأکید شد که از ذکر نام خور العدید پرهیز شود تا بحثی دربارهٔ مشروعیت سلطهٔ عثمانی پیش نیاید.
در ژوئن ۱۸۷۷، دزدان دریایی وابسته به خور العدید به ملوانانی از الوکرة حمله کرده و تعدادی را اسیر کردند. سرهنگ پرایدکس به شیخ بطی بن خادم هشدار داد که اگر اتحاد با ابوظبی را نپذیرد، اقدامات دیگری صورت خواهد گرفت. همچنین، به شیخ زاید نیز اطمینان داده شد که بریتانیا از اقداماتش در خور العدید حمایت می‌کند.
شیخ بطی بن خادم ضمن تأیید اسارت ملوانان، از آزادی آنان خودداری کرد. در نتیجه، در اکتبر ۱۸۷۷، پرایدکس پیشنهاد اعزام کشتی‌های جنگی برای مجازات اهالی خور العدید را مطرح کرد، مگر آنکه تابعیت ابوظبی را بپذیرند.

#### جغرافیا
خور (ورودی) در خورالعدید شامل یک کانال پرپیچ و خم به طول ۶ مایل است که در جهت جنوب غربی به داخل خشکی می‌گذرد. درون آن به تالابی به طول ۶ مایل از شمال-شمال شرقی تا جنوب-جنوب-غربی و ۳ مایل عرض باز می‌شود. تالاب شامل صداهایی به اندازه ۶ افت است. اما کشتی‌های معمولی به دلیل وجود صخره‌ها نمی‌توانند تا ۳ مایلی ورودی خور نزدیک شوند. پشته ای از تپه‌های سنگی به ارتفاع ۳۰۰ فوت در سمت جنوبی ورودی، جبل العدید نامیده می‌شود. و در ضلع شمالی نهر مشرف به آن تپه‌های شنی معروف به نقاع المحارف قرار دارد. نکة المحارف منتهی الیه جنوبی رشته باریکی از تپه‌های شنی سفید مرتفع را تشکیل می‌دهد که در کنار ساحل معروف به نقیان قرار دارند و انتهای شمالی آن به نام نقیان أَبُو السِّبْطَینِ است. در بررسی سال ۲۰۱۰ از آبهای ساحلی خاورالعدید که توسط اداره آمار قطر انجام شد، مشخص شد که عمق متوسط آن ۴ متر (۱۳ فوت) و میانگین pH آن ۷٫۹۳ بود. علاوه بر این، آب‌ها دارای شوری 57.09 psu، دمای متوسط ۲۶٫۱۳ درجه سانتی گراد (۷۹ درجه فارنهایت) و ۶٫۰۲ میلی‌گرم در لیتر اکسیژن محلول بودند.

#### ذخیره گاه طبیعی
ذخیره گاه خاور العدید که توسط یونسکو به رسمیت شناخته شده است، بزرگ‌ترین ذخیره گاه طبیعی قطر است. این منطقه که با نام انگلیسی دریای داخلی‌اش نیز شناخته می‌شود، در سال ۲۰۰۷ به عنوان ذخیره‌گاه طبیعی اعلام شد و مساحتی به وسعت حدود ۱۸۳۳ کیلومتر مربع (۷۰۸ مایل مربع) را اشغال می‌کند. از لحاظ تاریخی، عشایر از این منطقه برای چرای شتر استفاده می‌کردند و هنوز هم به میزان کمتری از آن برای چرای شتر استفاده می‌شود. گیاهان و جانوران مختلف در اکوسیستم آن حمایت می‌شود، مانند عقاب‌های عقاب، دوگونگ‌ها و لاک پشت‌ها. قابل توجه‌ترین ویژگی‌های جغرافیایی منحصر به فرد این ذخیره گاه است. شکل ظاهری و شکل‌گیری سریع سبخاهای آن از هر سیستم سبزه دیگری متمایز است و پر شدن مداوم تالاب آن نیز متمایز است.

#### گردشگری
ساحل خور الاعواد یک جاذبه توریستی محبوب در قطر است. رایج‌ترین مسیرهای ساحل از طریق مازرات ترینا و مزاییداست.